# Baillargues
Baillargues este o comună în departamentul Hérault din sudul Franței. În 2009 avea o populație de 6.130 de locuitori.

## Evoluția populației
| An        | 1975  | 1982  | 1990  | 1999  | 2006  | 2009  |
| --------- | ----- | ----- | ----- | ----- | ----- | ----- |
| Populație | 1.504 | 2.632 | 4.375 | 5.842 | 5.968 | 6.130 |